# Брукман, Давид
Давид Брукман (нидерл. David Broekman; 13 мая 1899 (по другим данным — 1902), Лейден — 1 января 1958, Нью-Йорк) — нидерландский композитор и дирижёр.
Учился в Гаагской консерватории у Петера ван Анрооя. Работал в гаагском Резиденц-оркестре, в оперных театрах. Вторую половину жизни провёл в США, дирижировал концертами лёгкой, популярной классической музыки в Карнеги-Холле, получил в 1954 году Премию Дитсона. Однако в большей степени известность Брукмана была связана с его песенным творчеством и музыкой для кинематографа.